# Leadbelly
Huddie William Ledbetter (Mooringsport, 20 de enero de 1888-Nueva York, 6 de diciembre de 1949), conocido como Leadbelly, fue un músico y compositor estadounidense de blues y folk. Destacó por sus claras y poderosas interpretaciones, por el virtuosismo con que tocaba la guitarra de 12 cuerdas y por haber compuesto canciones que se han convertido en clásicas. Realizó más de 300 grabaciones y recibió la influencia musical de Blind Lemon Jefferson. Aunque era conocido como Leadbelly, él escribía su sobrenombre Lead Belly, y así aparece escrito en su lápida.

## Biografía

### Infancia y juventud
Leadbelly, hijo de Wesley y Sally Ledbetter, nació en una plantación próxima a Mooringsport, una población del estado de Luisiana cercana a la frontera con Texas el 21 de enero de 1888, pero a los cinco años se trasladó a Leigh, Texas. Allá su tío le regaló su primer instrumento, un acordeón, y le enseñó a tocar la guitarra y la armónica.

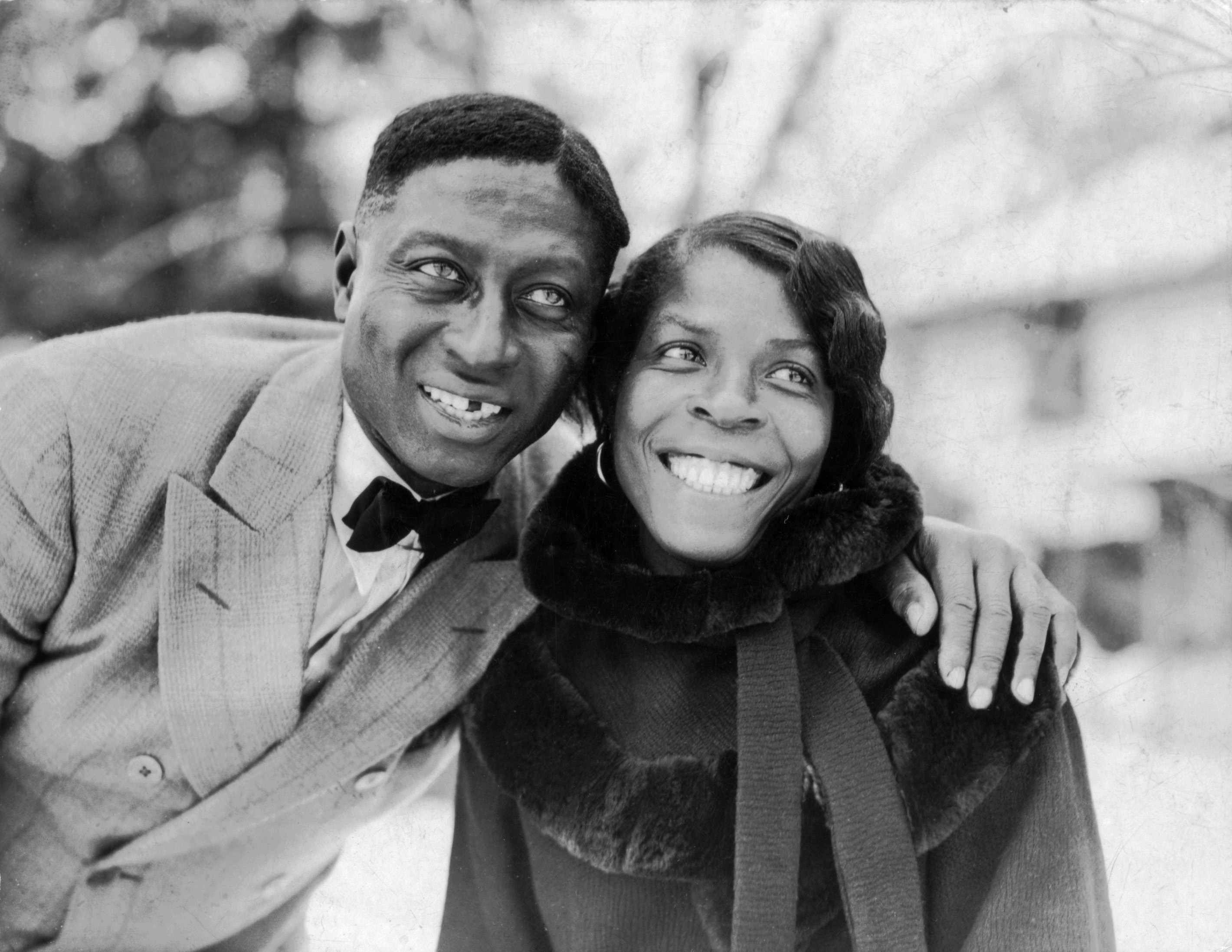
Leadbelly y Martha Promise Ledbetter

Desde muy joven empezó a ganarse la vida como guitarrista ambulante, aun cuando ocasionalmente trabajó de jornalero; aprendió a cantar blues, canciones de trabajadores y otros temas folclóricos. También, prácticamente desde el primer momento en que inició su vida artística, se vio inmerso en constantes conflictos, básicamente de carácter pasional (a los veinte años ya había concebido al menos dos hijos y él mismo declaró que en su juventud se había llegado a acostar con ocho o diez mujeres por noche), así que al mismo tiempo que ganaba reputación como músico, se empezó a convertir en un conocido delincuente en el sur de los Estados Unidos, hasta el punto de que pasaría diversas etapas en cárceles de Texas y Luisiana.

### Los años de prisión y su descubrimiento por los Lomax
Se sabe que estuvo una temporada en una prisión de Texas condenado por una agresión, pero en 1916 se escapó. En 1918 volvía a estar recluido en una penitenciaría, también en Texas, cumpliendo una condena de 20 años por asesinato. Sin embargo, en 1925 obtuvo la libertad (la leyenda diría que lo consiguió cantando para el gobernador Pat Neff, quien visitaba la prisión y a quien impresionó con una canción en la que suplicaba perdón; la realidad parece ser que su indulto fue debido a su buena conducta).
Entonces volvió a Luisiana, pero hacia 1930 volvía a estar en prisión, esta vez acusado de intento de asesinato. Pero todo cambió cuando, en 1933, visitaron la prisión los folkloristas John y Alan Lomax con la intención de grabar música folk negra para la Library Of The Congress. Los Lomax quedaron totalmente seducidos con Leadbelly y, con un equipo de grabación portátil, en la misma cárcel le grabaron otro tema suplicando perdón que los Lomax hicieron escuchar al gobernador de Lousiana, O. K. Allen (cabe decir que en la otra cara de la placa donde quedó grabado, Leadbelly quiso que le grabaran su conocido Goodnight, Irene) y, según parece, esta vez sí que a causa de esta petición de gracia tan peculiar, Leadbelly consiguió la libertad.

### Sus últimos 15 años de vida
Al salir de la prisión (a principios de 1934), Leadbelly acababa de cumplir 49 años. John Lomax lo contrató como su chófer y ayudante, y lo llevó en coche a otras prisiones en busca de canciones folk y a conciertos en los campus de las universidades. De hecho, parece ser que Leadbelly fue el primer negro en dar un concierto para blancos. Sin embargo, rompería con Lomax unos años más adelante debido a que las grabaciones que habían realizado no tuvieron la repercusión que se esperaba (se calcula que grabó más de doscientas piezas hasta 1942) y, también, al fuerte carácter de ambos.
En diciembre de 1934, Leadbelly fijó su residencia en Nueva York de donde ya no se movería con excepción de un período de tres años en los que residió en California. Un año después se casó con Martha Promise y empezó a grabar temas para sellos como RCA Victor o Capitol Records. Esto, junto con actuaciones radiofónicas cada vez más frecuentes, le dio fama (pero no fortuna) y entró a formar parte de las formaciones The Almanaque Singers y People's Songs, agrupaciones de cantantes folk (entre ellos Sony Terry, Pete Seeger, Brownie McGhee, Woody Guthrie y Josh White) que apoyaban con sus canciones y recitales las reivindicaciones obreras, con lo que dieron continuidad a la tradición de Joe Hill y otros trovadores anarcosindicalistas. 
En 1939 volvió a ingresar en prisión acusado de asalto y estuvo recluido hasta 1940. En 1944 se trasladó a California, donde residió hasta 1947. 
En 1949 hizo una gira por Francia, y fue el primer artista de su estilo que dio un concierto en Europa. Sin embargo, antes de acabar la gira, cayó enfermo y se le diagnosticó ELA (esclerosis lateral amiotrófica). Después de suspender la gira, volvió a los Estados Unidos y murió en Nueva York el 6 de diciembre de 1949, a los 61 años. Fue enterrado en el cementerio de la iglesia baptista de Shiloh (condado de Caddo Parish), 12 km al oeste de Blanchard (Luisiana). 
En 1976 vio la luz una película realizada por Gordon Parks y protagonizada por Roger E. Mosley, intitulada Leadbelly, que narra su vida hasta su salida de prisión a principios de 1934.

## Obra
Dominaba varios instrumentos: piano, violín, acordeón, guitarra y armónica, pero generalmente sus grabaciones se basan en su voz, su guitarra de doce cuerdas y su línea de walkin bass sobre la armonía. Tenía tan controlada esta fórmula que compuso innumerables canciones del mismo modo y todas muy originales. Por ello es considerado uno de los pilares del blues-folk estadounidense. 
A muchísima gente le suenan canciones como Midnight Special, posiblemente su composición más emblemática, compuesta en la prisión y en la cual amenaza a todo aquel que le intente privar de ver pasar el tren de medianoche que iluminaba su celda y que fue versionada, entre otros muchos, por Creedence Clearwater Revival, Paul McCartney, Van Morrison y ABBA, Cotton Fields (interpretada por The Beach Boys, Creedence Clearwater Revival y Harry Belafonte), Gallis Pole (pieza tradicional grabada por Leadbelly y versionada por Led Zeppelin con el título The Gallows Pole), How Long (versionada, entre otros, por Eric Clapton), Goodnight, Irene (versionada por Jerry Lee Lewis, Tom Waits, Van Morrison y Little Richard, entre otros muchos), House of the Rising Sun (canción tradicional que Leadbelly fue uno de los primeros en grabar y que posteriormente fue versionada por innumerables cantantes, entre otros Bob Dylan, Nina Simone y The Animals) o Where Did You Sleep Last Night (versionada por Nirvana en su célebre MTV Unplugged y también versionada por Mark Lanegan de Screaming Trees, en su primer disco solista The Winding Sheet), pero que casi nadie conoce a su compositor o, en el caso de las canciones tradicionales, su primer gran difusor. 
Y, pese a esto, su peculiar manera de tocar la guitarra, marcando de una manera tan notoria el walkin' bass, conllevó que creara un conjunto de riffs que posteriormente llegarían a ser arquetípicos del rock & roll (véase Roberta, Good Morning Blues, No Good Rider, Pigmeat y otras).
En definitiva, puede decirse que, mientras Leadbelly vivió, su obra, a caballo entre el blues y el folk, pasó muy desapercibida para el gran público, a pesar de que alcanzó algunos éxitos. Sin embargo, en la segunda mitad del siglo XX, en paralelo con la difusión del blues, fue ejerciendo una influencia cada vez más intensa y persistente. Valga como muestra de ello estas dos anécdotas no por puntuales menos significativas.
- Primera: la última canción que grabaron juntos John Lennon y Paul McCartney fue su Take This Hammer.

- Segunda: El programa especial que la BBC emitió la noche de Fin de Año del 2000 para dar la bienvenida al nuevo siglo se cerró con una interpretación irrepetible (en ella participaron, entre otros, Van Morrison, Lonnie Donegan, Bryan Ferry, Ron Wood y Chrissie Hynde) de su Midnight Special.

## Discografía

### Grabaciones para Library of Congress
Las grabaciones para Library of Congress hechas por John y Alan Lomax desde 1934 hasta 1943 fueron editadas en una serie de seis volúmenes por Rounder Records a principios de la década de 1990.
- 1991 — Midnight Special
- 1991 — Gwine Dig a Hole to Put the Devil In
- 1991 — Let It Shine on Me
- 1994 — The Titanic
- 1994 — Nobody Knows the Trouble I've Seen
- 1995 — Go Down Old Hannah

### Grabaciones para Folkways
Las grabaciones para Folkways realizadas por Moses Asch desde 1941 hasta 1947 las editó Smithsonian Folkways en una serie de tres volúmenes a finales de la década de 1990.
- 1996 — Where Did You Sleep Last Night - Lead Belly Legacy Vol. 1
- 1997 — Bourgeois Blues - Lead Belly Legacy Vol. 2
- 1998 — Shout On - Lead Belly Legacy Vol. 3

Smithsonian Folkways ha editado también algunas otras colecciones de sus grabaciones para la discográfica.
- 1989 — Leadbelly Sings Folk Songs
- 1994 — Lead Belly's Last Sessions. Serie de 4 CD. Grabado a finales de 1948 en Nueva York. Estas fueron sus únicas grabaciones comerciales en cinta magnética.
- 1999 — Lead Belly Sings For Children. Incluye el álbum de 1960 de Folkways Negro Folk Songs for Young People completo, además de cinco de las seis pistas del álbum de 1941 Play Parties in Song and Dance as Sung by Lead Belly, grabado por Moses Asch, así como otras canciones grabadas por Asch desde 1941 hasta 1948, y una pista no editada previamente, una emisión de radio de "Take this Hammer".
- 2004 — Folkways: The Original Vision (Woody Guthrie & Lead Belly), versión extendida de la recopilación original de 1989.

### Grabaciones en vivo
- 1973 — Leadbelly Recorded In Concert, University of Texas, Austin, June 15, 1949. (Playboy Records PB 119).

### Otras recopilaciones
- 1963 — A Leadbelly Memorial, Vol. II (Stinson Records, SLP 19) - vinilo rojo prensado.
- 1989 — Huddie Ledbetter's Best (BGO Records) - contiene grabaciones de Lead Belly para Capitol Records en 1944 en California.
- 1991 — King of the 12-String Guitar (Sony/Legacy Records) - una colección de canciones de blues y baladas de prisión grabadas en 1935 en Nueva York para American Record Company, que incluyen tomas alternativas no editadas previamente.
- 2000 — Private Party November 21, 1948 (Document Records) - contiene una interpretación íntima de Lead Belly en una fiesta privada a finales de 1948 en Mineápolis.
- 2003 — Take This Hammer (RCA Victor) - recoge las 26 canciones que Lead Belly grabó para RCA en 1940, en la mitad de las cuales participa el Golden Gate Jubilee Quartet.